# Pietro Torrisi
Pietro Torrisi, né le 20 janvier 1940 à Catane en Sicile, est un culturiste, cascadeur et acteur italien de cinéma et de télévision.

## Biographie
Pietro Torrisi commence à pratiquer le culturisme et l'haltérophilie dans sa ville natale dès sa jeunesse et participe à de nombreux championnats après s'être installé à Rome en 1961. En 1963, il est élu Mister Italia (il a terminé quatrième à l'élection suivante de Mister Univers) et entame une longue carrière de cascadeur et d'acteur de seconds rôles au cinéma et à la télévision.
Il a été l'un des gladiateurs dans la trilogie constituée de Les Dix Gladiateurs (1963), Le Triomphe des dix mercenaires (1964) et Spartacus et les Dix Gladiateurs (1964), puis dans d'autres péplums tournés à Cinecittà, et enfin dans des westerns spaghettis et des films de cape et d'épée. Il a fait des apparitions dans plus de 150 films.
Au début des années 1980, alors qu'une vague de « films de culturistes » est produite, Pietro Torrisi eut plusieurs fois l'occasion de jouer des rôles principaux sous le pseudonyme de Peter McCoy, rôles qui exigeaient une présence physique plutôt que des talents d'acteur.
Au cours de sa carrière, il a utilisé plusieurs pseudonymes, notamment Gordon Steve et Peter Thorys.

## Filmographie

### Acteur de cinéma
- 1961 : Le Géant à la cour de Kublai Khan (Maciste alla corte del Gran Khan) de Riccardo Freda
- 1964 : Le Triomphe d'Hercule (Il trionfo di Ercole) de Alberto De Martino
- 1964 : Hercule contre les tyrans de Babylone (Ercole contro i tiranni di Babilonia) de Domenico Paolella
- 1966 : Agent 3S3, massacre au soleil (Agente 3S3 - Massacro al sole) de Sergio Sollima
- 1967 : Qui êtes-vous inspecteur Chandler ? (Troppo per vivere... poco per morire) de Michele Lupo
- 1968 : Cinq Gâchettes d'or (Oggi a me... domani a te) de Tonino Cervi
- 1970 : Les Clowns (I clowns) de Federico Fellini
- 1970 : On l'appelle Trinita (Lo chiamavano Trinità...) d'Enzo Barboni
- 1972 : Le parrain a le bras long (La mano lunga del padrino) de Leonardo Bonomi
- 1972 : Les Proxénètes (Ettore lo fusto) d'Enzo G. Castellari
- 1972 : Et maintenant, on l'appelle El Magnifico (...e poi lo chiamarono il Magnifico) d'Enzo Barboni
- 1973 : Sentivano… uno strano, eccitante, pericoloso puzzo di dollari d'Italo Alfaro : Lumberjack
- 1973 : Le Boss (Il boss) de Fernando Di Leo
- 1973 : Il brigadiere Pasquale Zagaria ama la mamma e la polizia (it) de Mario Forges Davanzati
- 1973 : Le Conseiller du parrain (La legge della Camorra) de Demofilo Fidani
- 1973 : La mort a souri à l'assassin (La morte ha sorriso all'assassino) de Joe D'Amato
- 1973 : Un flic hors-la-loi (Piedone lo sbirro) de Steno
- 1973 : Quelli che contano d'Andrea Bianchi
- 1973 : L'Enfer des héros (Eroi all'inferno) de Joe D'Amato
- 1974 : Attention, on va s'fâcher ! (...altrimenti ci arrabbiamo!) de Marcello Fondato
- 1974 : La Révolte des gladiatrices (La rivolta delle gladiatrici) de Steve Carver et Joe D'Amato
- 1975 : Mondo candido de Gualtiero Jacopetti et Franco Prosperi
- 1975 : Rome violente (Roma violenta) de Marino Girolami
- 1975 : Salon Kitty de Tinto Brass
- 1976 : Le Casanova de Fellini (Il Casanova di Federico Fellini) de Federico Fellini
- 1976 : Le Corsaire noir (Il corsaro nero) de Sergio Sollima
- 1976 : La Louve sanguinaire (La lupa mannara) de Rino Di Silvestro
- 1978 : Mon nom est Bulldozer (Lo chiamavano Bulldozer) de Michele Lupo
- 1978 : Pugni dollari e spinaci (it) d'Emimmo Salvi
- 1980 : Faut pas pousser (Chissà perché... capitano tutte a me) de Michele Lupo
- 1980 : Popeye de Robert Altman
- 1982 : Gunan il guerriero de Francesco Prosperi
- 1982 : Sangraal (Sangraal, la spada di fuoco) de Michele Massimo Tarantini
- 1982 : Capitaine Malabar dit La Bombe (Bomber) de Michele Lupo
- 1983 : L'Épée de feu (Il trono di fuoco) de Francesco Prosperi
- 1984 : Le Bon Roi Dagobert (Dagobert) de Dino Risi
- 1985 : Tex et le Seigneur des abysses (Tex e il signore degli abissi) de Duccio Tessari
- 1989 : Ho vinto la lotteria di capodanno (it) de Neri Parenti
- 1990 : Fantozzi alla riscossa de Neri Parenti
- 1994 : S.P.Q.R. - 2000 e ½ anni fa de Carlo Vanzina

### Acteur de télévision
- 1971 : Léonard de Vinci (La vita di Leonardo da Vinci) de Renato Castellani (mini-série télévisée)
- 1989 : Les Fiancés (it) (I promessi sposi) de Salvatore Nocita (mini-série télévisée)
- 2007 : Corleone (Il capo dei capi) d'Enzo Monteleone et Alexis Douce (mini-série télévisée)